# 운주중학교
운주중학교(雲洲中學校)은 대한민국 전북특별자치도 운주면 장선리에 위치한 공립 중학교이다.

## 학교 연혁
- 1971년 1월 16일 : 운주중학교 6학급 설립 인가
- 1971년 1월 28일 : 초대 유맹수 교장 취임
- 1971년 3월 5일 : 운주중학교 개교
- 1998년 3월 1일 : 3학급 편성
- 2021년 9월 1일 : 제19대 류인일 교장 부임
- 2024년 1월 5일 : 제51회 졸업생 4명(졸업생 총수 3,497명)
- 2024년 3월 4일 : 신입생 3명 입학

## 참고 자료
- 운주중학교 - 한국교육학술정보원 학교알리미